# Limonia alopecura
Limonia alopecura är en tvåvingeart som beskrevs av Alexander 1935. Limonia alopecura ingår i släktet Limonia och familjen småharkrankar. Inga underarter finns listade i Catalogue of Life.